# Canicattì
Canicattì település Olaszországban, Szicília régióban, Agrigento megyében. Lakosainak száma 34 449 fő (2023. január 1.). Canicattì Montedoro, Caltanissetta, Delia, Castrofilippo, Racalmuto, Naro, Serradifalco, Ravanusa és Campobello di Licata községekkel határos.

## Népesség
A település népességének változása:
| Lakosok száma | 35 766 | 35 722 | 34 449 |
|               | 2017   | 2018   | 2023   |